# 도바노에역
도바노에역(일본어: 騰波ノ江駅)은 일본 이바라키현 시모쓰마시에 위치한 간토 철도 조소 선의 철도역이다. 상대식 승강장 2면 2선의 구조를 갖춘 지상역이다.

## 타는 곳
| 1 | ■ 조소 선 | 하행 | 시모다테 방면                     |
| 2 | ■ 조소 선 | 사행 | 미쓰카이도 · 모리야 · 도리데 방면 |

## 이용 현황
| 연도   | 1일 평균 승차 인원 |
| ------ | ------------------ |
| 1998년 | 68                 |
| 1999년 | 34                 |
| 2000년 | 33                 |
| 2001년 | 28                 |
| 2002년 | 23                 |
| 2003년 | 16                 |
| 2004년 | 12                 |
| 2005년 | 18                 |
| 2006년 | 16                 |
| 2007년 | 21                 |
| 2008년 | 25                 |
| 2009년 | 25                 |
| 2010년 | 26                 |
| 2011년 | 25                 |
| 2012년 | 36                 |
| 2013년 | 34                 |

## 역 주변
- 와카야나기 간이 우체국

## 인접 역
| 간토 철도 ■ 조소 선 | 간토 철도 ■ 조소 선 | 간토 철도 ■ 조소 선  |
| ------------------- | ------------------- | -------------------- |
| 다이호 도리데 방면  | 보통                | 구로고 시모다테 방면 |